# Véron
Véron település Franciaországban, Yonne megyében. Lakosainak száma 1853 fő (2022. január 1.). Véron Rosoy, Les Bordes, Étigny, Malay-le-Grand, Marsangy, Passy és Villeneuve-sur-Yonne községekkel határos.

## Népesség
A település népessége az elmúlt években az alábbi módon változott:
| Lakosok száma | 1960 | 1970 | 2005 | 1955 | 1918 | 1887 | 1855 | 1826 | 1853 |
|               | 2013 | 2015 | 2016 | 2017 | 2018 | 2019 | 2020 | 2021 | 2022 |